# Campeonato Mundial de Atletismo en Pista Cubierta de 1995
El V Campeonato Mundial de Atletismo en Pista Cubierta se celebró en Barcelona (España) entre el 10 y el 12 de marzo de 1995 bajo la organización de la Asociación Internacional de Federaciones de Atletismo y la Real Federación Española de Atletismo.
Las competiciones se disputaron en el Palau Sant Jordi y participaron 602 atletas de 130 países.

## Resultados

### Masculino
| Evento                    | Oro                                                                      | Plata                                                                            | Bronce                                                                  |
| ------------------------- | ------------------------------------------------------------------------ | -------------------------------------------------------------------------------- | ----------------------------------------------------------------------- |
| 60 m (10.03)              | Surin Bruny · Canadá · 6,46 s                                            | Darren Braithwaite Reino Unido 6,51 s                                            | Esmie Robert · Canadá · 6,55 s                                          |
| 200 m (11.03)             | Geir Moen · Noruega · 20,58                                              | Troy Douglas Bermudas 20,94                                                      | Sebastián Keitel · Chile · 20,98                                        |
| 400 m (12.03)             | Darnell Hall Estados Unidos 46,17                                        | Sunday Bada Nigeria 46,38                                                        | Mijaíl Vdovin · Rusia · 46,65                                           |
| 800 m (12.03)             | Clive Terrelonge Jamaica 1:47,30                                         | Benson Koech Kenia 1:47,51                                                       | Pavel Soukup · República Checa · 1:47,74                                |
| 1.500 m (11.03)           | Hicham el-Guerrouj Marruecos 3:44,54                                     | Mateo Cañellas · España · 3:44,85                                                | Eric Nedeau Estados Unidos 3:44,91                                      |
| 3.000 m (12.03)           | Gennaro Di Napoli · Italia · 7:50,89                                     | Anacleto Jiménez · España · 7:50,98                                              | Brahin Jabbour Marruecos 7:51,42                                        |
| 60 m vallas (12.03)       | Allen Johnson Estados Unidos 7,39                                        | Courtney Hawkins Estados Unidos 7,41                                             | Tony Jarrett Reino Unido 7,42                                           |
| Salto de altura (12.03)   | Javier Sotomayor · Cuba · 2,38 m                                         | Lambros Papakostas · Grecia · 2,35 m                                             | Tony Barton Estados Unidos 2,32 m                                       |
| Salto con pértiga (11.03) | Sergei Bubka · Ucrania · 5,90                                            | Igor Potapovich · Kazajistán · 5,80                                              | Andrej Tiwontschik · Alemania / · Okkert Brits · Sudáfrica · 5,75       |
| Salto de longitud (11.03) | Iván Pedroso · Cuba · 8,51                                               | Mathias Sunneborn · Suecia · 8,20                                                | Erick Walder Estados Unidos 8,14                                        |
| Salto triple (12.03)      | Brian Wellman Bermudas 17,72                                             | Yoelvis Quesada · Cuba · 17,62                                                   | Serge Hélan Francia 17,06                                               |
| Peso (10.03)              | Mika Halvari · Finlandia · 20,74                                         | C. J. Hunter Estados Unidos 20,58                                                | Dragan Perić Yugoslavia 20,36                                           |
| 4 x 400 m (12.03)         | Estados Unidos Rod Tolbert Calvin Davis Tod Long Frankie Atwater 3:07,37 | Italia · Fabio Grossi · Andrea Nuti · Roberto Mazzoleni · Ashraf Saber · 3:09,12 | Japón Masayoshi Kan Seiji Inagaki Tomonari Ono Hiroyuki Hayashi 3:09,73 |
| Heptatlón (12.03)         | Christian Plaziat Francia 6.246 pts.                                     | Tomáš Dvořák · República Checa · 6.169 pts.                                      | Henrik Dagård · Suecia · 6.142 pts.                                     |

### Femenino
| Evento                    | Oro                                                                                            | Plata                                                                                               | Bronce                                                                       |
| ------------------------- | ---------------------------------------------------------------------------------------------- | --------------------------------------------------------------------------------------------------- | ---------------------------------------------------------------------------- |
| 60 m (10.03)              | Merlene Ottey Jamaica 6,97 s                                                                   | Melanie Paschke · Alemania · 7,10 s                                                                 | Carlette Guidry Estados Unidos 7,11 s                                        |
| 200 m (10.03)             | Melinda Gainsford Australia 22,64                                                              | Pauline Davis Bahamas 22,68                                                                         | Natalia Voronova · Rusia · 23,01                                             |
| 400 m (12.03)             | Irina Privalova · Rusia · 50,23                                                                | Sandie Richards Jamaica 51,38                                                                       | Daniela Georgieva Bulgaria 51,78                                             |
| 800 m (12.03)             | Maria Mutola Mozambique 1:57,62                                                                | Elena Afanasieva · Rusia · 1:59,79                                                                  | Letitia Vriesde Unión Soviética 2:00,36                                      |
| 1.500 m (12.03)           | Regina Jacobs Estados Unidos 4:12,61                                                           | Carla Sacramento Portugal 4:13,02                                                                   | Maite Zúñiga · España · 4:16,63                                              |
| 3.000 m (11.03)           | Gabriela Szabo · Rumania · 8:54,50                                                             | Lynn Jennings Estados Unidos 8:55,23                                                                | Joan Nesbit Estados Unidos 8:56,08                                           |
| 60 m vallas (12.03)       | Aliuska López · Cuba · 7,92                                                                    | Olga Shishigina · Kazajistán · 7,92                                                                 | Brigita Bukovec Eslovenia 7,93                                               |
| Salto de altura (11.03)   | Alina Astafei · Alemania · 2,01 m                                                              | Britta Bilač Eslovenia 1,99 m                                                                       | Heike Henkel · Alemania · 1,99 m                                             |
| Salto de longitud (12.03) | Liudmila Galkina · Rusia · 6,95                                                                | Irina Mushayilova · Rusia · 6,90                                                                    | Susen Tiedke-Green · Alemania · 6,90                                         |
| Salto triple (11.03)      | Yolanda Chen · Rusia · 15,03                                                                   | Iva Prandzheva Bulgaria 14,71                                                                       | Ren Ruiping China 14,37                                                      |
| Peso (11.03)              | Kathrin Neimke · Alemania · 19,40                                                              | Connie Price-Smith Estados Unidos 19,12                                                             | Grit Hammer · Alemania · 19,02                                               |
| 4 x 400 m (12.03)         | Rusia · Tatiana Chebikina · Elena Ruzina · Ekaterina Kulikova · Svetlana Goncharenko · 3:29,29 | República Checa · Nadia Kostoválová · Helena Dziurová · Hana Benešová · Ludmila Formanová · 3:30,27 | Estados Unidos Nelrae Pasha Tanya Dooley Kim Graham Flirtisha Harris 3:31,43 |
| Pentatlón (10.03)         | Svetlana Moskalets · Rusia · 4.834 pts.                                                        | Kym Carter Estados Unidos 4.632 pts.                                                                | Irina Tiujai · Rusia · 4.622 pts.                                            |

1. ↑  Descalificación por dopaje de la medallista de bronce, la rusa Liubov Kremliova.[1]
2. ↑  Descalificación por dopaje de la medallista de oro, la rusa Larisa Peleshenko.[1]

## Medallero
| Núm. | País            | Oro | Plata | Bronce | Total |
| ---- | --------------- | --- | ----- | ------ | ----- |
| 1    | Rusia           | 5   | 2     | 3      | 10    |
| 2    | Estados Unidos  | 4   | 5     | 6      | 15    |
| 3    | Cuba            | 3   | 1     | 0      | 4     |
| 4    | Alemania        | 2   | 1     | 4      | 7     |
| 5    | Jamaica         | 2   | 1     | 0      | 3     |
| 6    | Bermudas        | 1   | 1     | 0      | 2     |
| 6    | Italia          | 1   | 1     | 0      | 2     |
| 8    | Canadá          | 1   | 0     | 1      | 2     |
| 8    | Francia         | 1   | 0     | 1      | 2     |
| 8    | Marruecos       | 1   | 0     | 1      | 2     |
| 11   | Australia       | 1   | 0     | 0      | 1     |
| 11   | Finlandia       | 1   | 0     | 0      | 1     |
| 11   | Mozambique      | 1   | 0     | 0      | 1     |
| 11   | Noruega         | 1   | 0     | 0      | 1     |
| 11   | Rumania         | 1   | 0     | 0      | 1     |
| 11   | Ucrania         | 1   | 0     | 0      | 1     |
| 17   | España          | 0   | 2     | 1      | 3     |
| 17   | República Checa | 0   | 2     | 1      | 3     |
| 19   | Kazajistán      | 0   | 2     | 0      | 2     |
| 20   | Bulgaria        | 0   | 1     | 1      | 2     |
| 20   | Eslovenia       | 0   | 1     | 1      | 2     |
| 20   | Reino Unido     | 0   | 1     | 1      | 2     |
| 20   | Suecia          | 0   | 1     | 1      | 2     |
| 24   | Bahamas         | 0   | 1     | 0      | 1     |
| 24   | Grecia          | 0   | 1     | 0      | 1     |
| 24   | Kenia           | 0   | 1     | 0      | 1     |
| 24   | Nigeria         | 0   | 1     | 0      | 1     |
| 24   | Portugal        | 0   | 1     | 0      | 1     |
| 29   | Chile           | 0   | 0     | 1      | 1     |
| 29   | China           | 0   | 0     | 1      | 1     |
| 29   | Japón           | 0   | 0     | 1      | 1     |
| 29   | Sudáfrica       | 0   | 0     | 1      | 1     |
| 29   | Surinam         | 0   | 0     | 1      | 1     |
| 29   | Yugoslavia      | 0   | 0     | 1      | 1     |
|      | TOTAL           | 27  | 27    | 28     | 82    |